# Wozzeck
Wozzeck és la primera i més famosa òpera d'Alban Berg. Va ser composta entre 1914 i 1922, però no es va estrenar fins al 14 de desembre de 1925 a l'Òpera Estatal de Berlín, sota la direcció d'Erich Kleiber. Està basada en l'obra de teatre inconclusa del dramaturg alemany Georg Büchner, Woyzeck.
Berg va treballar en el llibret per a crear una òpera de tres actes compactes, amb cinc escenes cada un. Té un lloc sòlid en el repertori tradicional en diversos llocs del món. Si bé el seu estil musical és desafiador, la qualitat de l'obra de Berg (en particular, la caracterització de les situacions amb tècniques musicals clarament definides) la fa una òpera moderna que satisfà fins a l'oient més tímid. Evita els estereotips operístics, i és seriosa i persuasiva al mateix temps. El seu tema –la inevitabilitat de la duresa i l'explotació dels pobres– està present en forma brutal i sense compromisos.

## Història

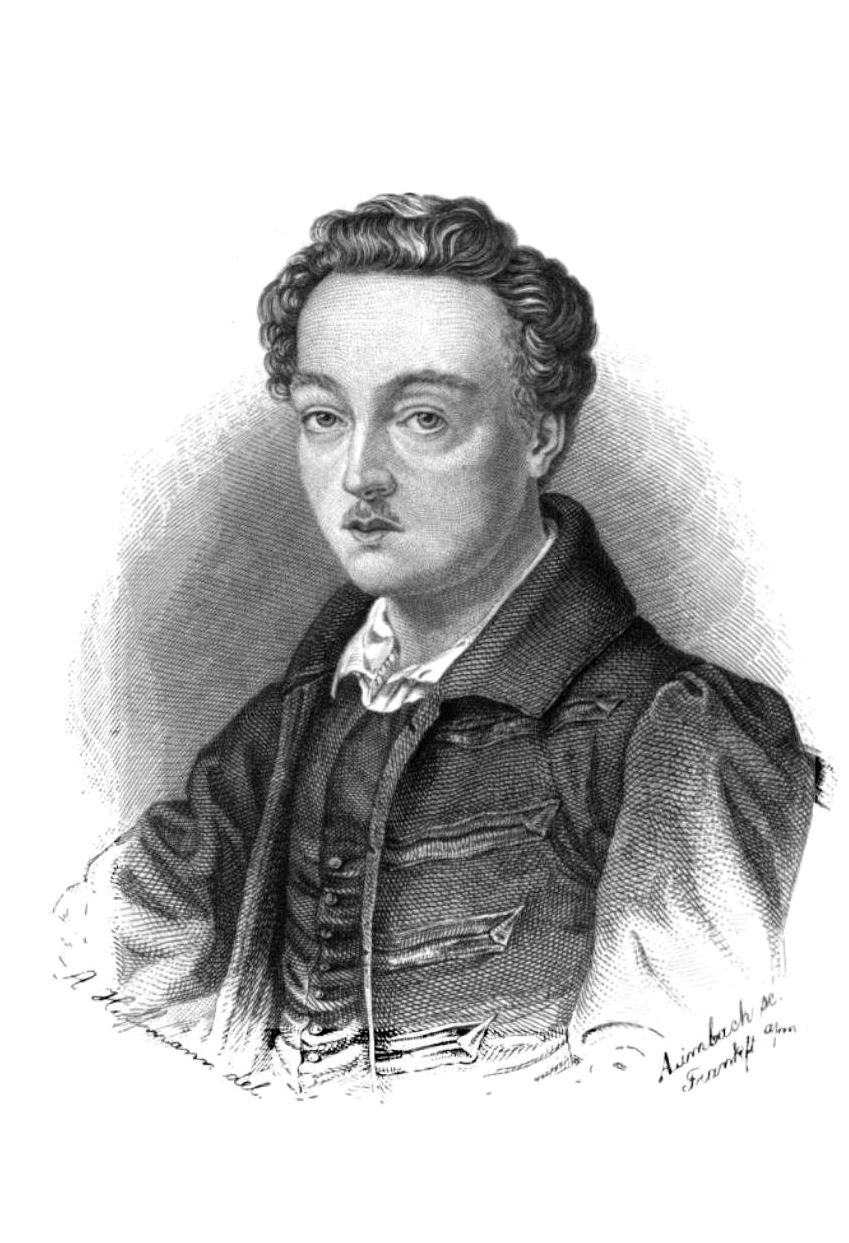
Georg Büchner

Wozzeck està basada en el drama inconclús del dramaturg Georg Büchner Woyzeck (titulat inicialment Wozzeck per error d'edició). Berg va assistir a la primera representació d'aquella obra a Viena el 5 de maig de 1914, i llavors va decidir escriure'n una òpera. L'allistament en l'exèrcit a causa de la Primera Guerra Mundial va suposar un parèntesi en la seva activitat musical, però quan va aconseguir un lloc burocràtic en el Ministeri de Guerra va continuar la composició de l'obra. No obstant això, no va ser fins que va finalitzar la guerra que va poder dedicar-s'hi plenament.
Va acabar l'òpera l'abril de 1922. El mateix any va publicar la reducció pianística en la casa editora Universal Edition amb suport econòmic de la seva gran amiga Alma Mahler, viuda de Gustav Mahler. L'obra va ser rebutjada per diversos teatres d'òpera arreu d'Europa, per la qual cosa, i aconsellat pel director Hermann Scherchen, va escriure una mena de suite per a soprano i orquestra (Drei Bruchstücke aus Wozzeck - Tres fragments de Wozzeck) per a cridar-ne l'atenció. Els tres fragments d'escenes es van estrenar a Frankfurt del Main el 1924 dirigides per Scherchen; l'acollida de les peces va ser impressionant. Llavors l'Òpera Estatal de Berlín la va escollir, i va ser estrenada pel director Erich Kleiber el 14 de desembre del mateix any. L'èxit va ser grandiós i va catapultar Berg a la fama internacional. En aquesta estrena, en el paper del Doctor	va actuar el baix-baríton Martin Abendroth. Va ser representada en els millors teatres d'òpera, i va fer de Berg el compositor més conegut de la Segona Escola de Viena, la qual cosa li va permetre viure més confortablement i dedicar-se de ple a la composició. Entre els anys 20 als 30 va invertir bona part del seu temps a viatjar per a assistir a representacions i donar conferències sobre l'òpera.

## Instrumentació
La plantilla instrumental original de Wozzeck és molt gran: una immensa orquestra simfònica (a 4), una banda militar, una típica banda pobletana alemanya i en una de les escenes (la 3a. de l'Acte II) un petit grup de cambra (de la mateixa configuració que la Simfonia de Cambra Op. 9 del seu mestre Arnold Schönberg, en un petit homenatge). En total, quasi 200 músics, a banda de l'elenc vocal. Potser per això, l'obra, malgrat la seva popularitat, no s'ha representat massa sovint. S'han realitzat versions per a conjunts més reduïts i accessibles, fins al moment dos: una per a grup de cambra de John Rea (1995) i una altra per a una orquestra normal (a 2) d'Eberhard Kloke (2004). Gràcies a elles Wozzeck va acreixent la popularitat en els últims temps.
La partitura original i les versions són editades per Universal Edition. El manuscrit de l'òpera està en la Congress Library de Washington (va ser dipositada ací per gestió de Schönberg l'any 1934).

## El llibretista
Dels fragments d'escenes desordenades deixades per Büchner, Berg en va triar 15 per aconseguir una estructura compacta de tres actes amb cinc escenes cada u. Va adaptar el llibret mentre anava component les diverses escenes.

## Estil musical
Wozzeck és un dels exemples més cèlebres d'atonalitat. Berg va seguir els passos del seu mestre Schönberg component en atonalitat lliure per a expressar emocions i els processos mentals dels personatges del drama. Però no només va ser capaç, amb el poder de la música atonal, d'expressar la bogeria i l'alienació, sinó també l'amor, la humanitat i el desig de la gent comuna per la dignitat, enfront de la brutalitat i l'abús. És tan acurada l'observació de la vida real que és capaç de crear retrats del que és banal (l'escena de la Taverna - l'habitació de Marie) o mundà (els soldats dormint en les barraques). En aquests moments va fer ús dels estils de la música popular, i va treballar els patrons rítmics i melòdics però sense les seves implicacions harmòniques.
Si bé la música és atonal en el sentit que no segueix les regles de la tonalitat major/menor, dominant a occident durant els períodes barroc, clàssic i romàntic, utilitza mètodes per a controlar les notes en el fluir harmònic. El tríton si natural i fa natural, per exemple, representen a Wozzeck i Marie, permanentment en conflicte entre si. La combinació de si bemoll i re bemoll representa la relació entre Marie i el seu fill. D'aquesta manera l'òpera retorna constantment a certes tonalitats per a marcar certs moments en la trama. No es tracta d'un centre tonal convencional, però al llarg de l'obra la repetició d'aquestes notes estableix una continuïtat i estructura.

## Influència
Wozzeck és una obra de gran influència en la història de l'òpera, que ha deixat una empremta indeleble. El concepte d'òpera de tema social, la història d'un home a la límit de la bogeria, la inclusió de formes instrumentals en l'òpera, l'al·lusió a la música popular i banal, el joc tonal-atonal, en fi, han esdevingut idees atractives i inspiradores usades per compositors posteriors.
Tenim Dantons Tod (un altre drama de Büchner) de Gottfried von Einem, Die Soldaten de Bernd Alois Zimmermann (drama de Jakob Lenz), Jakob Lenz de Wolfgang Rihm (també Büchner), Lear d'Aribert Reimann; Reigen de Philippe Boesmans (drama d'Arthur Schnitzler); fins i tot Peter Grimes de Benjamin Britten, Bomarzo d'Alberto Ginastera i Eight Songs for a Mad King de Peter Maxwell Davies.

## Argument

### Acte I
Escena 1 (Suite): Wozzeck està afaitant el capità, qui el reny per portar una vida immoral. Wozzeck protesta; és difícil ser virtuós quan s'és pobre.
Escena 2 (Rapsòdia i cançó de cacera): Wozzeck i Andres estan tallant llenya i el sol s'està ponent. Wozzeck té visions paoroses i Andres tracta de calmar-lo sense èxit.
Escena 3 (Marxa i cançó de bressol): Una desfilada militar passa davant de la cambra de Marie. Margret reprotxa a Marie els seus flirteigs amb els soldats. Llavors torna Wozzeck i conta a Marie les horribles visions que ha tingut.
Escena 4 (Passacaglia): El doctor reny Wozzeck per no seguir les instruccions respecte a la dieta i el capteniment (a les que Wozzeck s'ha sotmès com a subjecte experimental d'un estudi mèdic per a guanyar uns diners extra per a Marie). Això no obstant, quan el doctor escolta a Wozzeck parlar de les seues aberracions mentals, es mostra satisfet i es congratula de l'èxit de l'experiment.
Escena 5 (Rondó): Marie admira el tabal major a la porta de la cambra. Ell intenta seduir-la, ella el rebutja en un primer moment, però finalment cau en els seus braços.

### Acte II
Escena 1 (Sonata-Allegro): Marie li diu al seu fill que ha d'anar-se'n al llit, mentre contempla amb fascinació les arracades que li ha regalat el tabal major. Llavors arriba Wozzeck i li pregunta d'on ha tret les arracades, i ella li contesta que les ha trobades. No gaire convençut, Wozzeck li dona alguns diners i se'n va. Marie es mostra penedida del seu capteniment.
Escena 2 (Fantasia i Fuga sobre 3 Temes): El capità escomet el doctor al carrer i el fa aturar. Aleshores el doctor procedeix a esglaiar el capità especulant amb les malalties que aquest darrer pot estar patint. Es troben amb Wozzeck i li insinuen que potser Marie li és infidel.
Escena 3 (Largo): Wozzeck s'enfronta a Marie, i aquesta no nega les sospites de Wozzeck. Colèric, Wozzeck està a punt de colpejar-la, però ella l'atura, dient-li que ni tan sols son pare li va posar la mà al damunt. L'afirmació de Marie "millor un ganivet al ventre que no una pallissa" fa germinar en la ment de Wozzeck la idea de la seua subsegüent venjança.
Escena 4 (Scherzo): Entre una multitud, Wozzeck veu Marie ballant amb el tabal major. Després d'un breu cor de caçadors, Andres li pregunta a Wozzeck perquè està sol. Un aprenent borratxo fa un sermó; després un idiota s'acosta a Wozzeck i crida que l'escena és ""Lustig, lustig...aber es riecht …Ich riech, ich riech Blut!"" ("alegre, alegrews, pero pudenta...Fa pudor, fa pudor de sang!").
Escena 5 (Rondó): En les barraques del quarter de nit, Wozzeck, incapaç de dormir, desperta Andres. El tabal major arriba borratxo i fa alçar del llit Wozzeck per a barallar-se amb ell.

### Acte III
Escena 1 (Invenció sobre Temes i Variacions): En la cambra, de nit, Marie llegeix la Bíblia. Crida que desitja el perdó.
Escena 2 (Invenció sobre una nota pedal): Wozzeck i Marie caminen sobre unes fustes col·locades en un estany. Marie està ansiosa per anar-se'n, però Wozzeck aconsegueix retenir-la. Surt una lluna roja com la sang, Wozzeck acaba per determinar que si Marie no és d'ell, tampoc no serà de cap altre, i l'apunyala.
Escena 3 (Invenció sobre un ritme): Una gentada dansa en una taverna. Entra Wozzeck i, en veure Margret, balla amb ella i després la fa seure sobre els seus genolls. La insulta, i li demana que cante una cançó. Ella canta, però aviat s'adona de les taques de sang en les mans i els braços de Wozzeck. Tothom l'escridassa, i ell, de sobte agitat i obsedit amb la sang, fuig de la taverna.
Escena 4 (Invenció sobre un acord de 6 notes): Wozzeck ha retornat a l'escenari del crim. Es mostra obsedit amb la idea que el ganivet que ha usat podria incriminar-lo, i el llança a l'estany. Quan la lluna roja com la sang reapareix, es fica a l'estany i es submergeix. El capità i el doctor, que passen al costat de l'estany, senten els estertors de Wozzeck i fugen esporuguits.
Intermezzo (Invenció sobre una clau): Aquest interludi porta al final.
Escena 5 (Invenció sobre un equivalent d'octaves quasi toccata): L'endemà de matí, els nois juguen a l'eixida del sol. Hi ha rumors sobre el fet que s'ha trobat el cos de Marie, i els xiquets corren a veure'l, llevat del fill de Marie, qui després d'un moment d'indecisió segueix també els seus companys.

## AltresWozzeck
- El 22 d'abril de 1926 es va presentar a Bremen, quatre mesos després de l'estrena de l'òpera de Berg, un altre Wozzeck. Era obra del compositor alemany Manfred Gurlitt. Aquesta òpera consta d'un sol acte amb 18 escenes i un epíleg i ha romàs a l'ombra de la de Berg, encara que en 1993 se'n va gravar una versió[Enllaç no actiu].

- El 1993, el compositor nord-americà Philip Glass va compondre música incidental per a Woyzeck.

- El 2002 es va llançar l'àlbum Blood Money, amb cançons d'un musical basat en Woyzeck dirigit per Robert Wilson (director) i amb música de Tom Waits.

- El 2004 Helmut Oehring va escriure WOZZECK kehrt zurück, òpera en 3 actes amb textos de Büchner, Luter, Theodor Fontane i el mateix Oehring, estrenada a Aqisgrà. Veure referència ací Arxivat 2016-03-03 a Wayback Machine..

- Nick Cave també ha compost música per a la producció islandesa de l'obra.